# Megachile alata
Megachile alata är en biart som beskrevs av Mitchell 1934. Megachile alata ingår i släktet tapetserarbin, och familjen buksamlarbin. Inga underarter finns listade i Catalogue of Life.